# Eduard Wallays

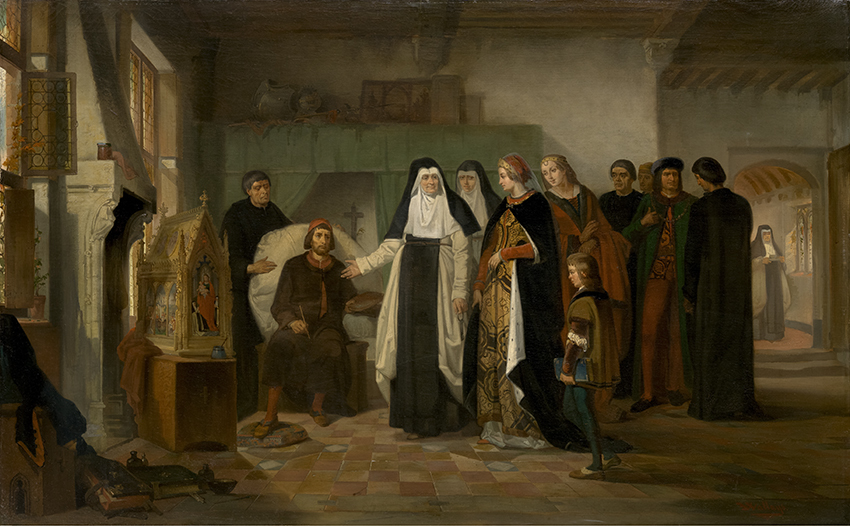
Memling schildert de Rijve van de Heilige Ursula, ca. 1861-1872, Groeningemuseum.

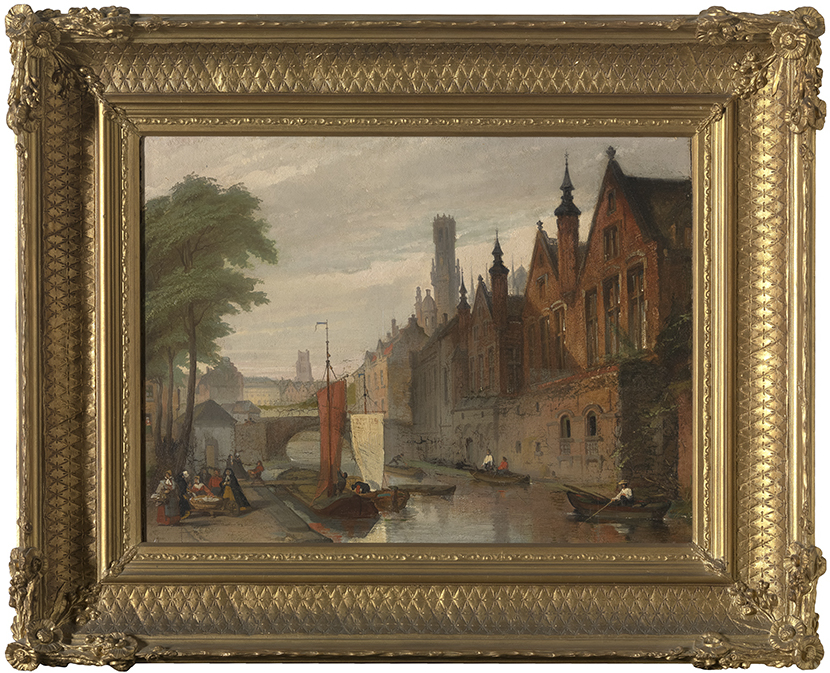
Het Brugse Vrije vanop de Steenhouwersdijk, Groeningemuseum.

Eduard Wallays (Brugge, 2 juli 1813 – aldaar, 28 januari 1891) was kunstschilder, tekenaar en directeur van de Brugse Kunstacademie.

## Levensloop
Eduardus Augustus Wallays was de zoon van Petrus Wallays (Hulste 1764 - Brugge 1815), uitbater van een kruidenierszaak op de Grote Markt van Brugge. Zijn moeder was Francisca Dupont uit Kortrijk. 
Hij kreeg zijn opleiding aan de academies van Brugge en Antwerpen. Daarnaast volgde hij lessen bij Joseph Louis Geirnaert (1790-1859) in Gent.
Tussen 1835 en 1839 verbleef hij in Parijs en volgde onder meer lessen bij Albert Gregorius en Antoine-Jean Gros.
Op 25 april 1835 trad hij in het huwelijk met Marie-Joséphine Legendre (1813-1865), dochter van de schrijver Johannes Legendre (1830) en Marie-Claire La Croix. Op 14 november 1866 trouwde hij met zijn schoonzus Anne-Marie Legendre.
Van 1855 tot 1887 was Wallays directeur van de Brugse Kunstacademie.

## Werken
- Portret van Cornelis Van Baesdorp, burgemeester van Brugge (1839) - Groeningemuseum Brugge
- Portret van Nicolas Despars, burgemeester van Brugge (1839) - Groeningemuseum Brugge
- Portret van Catherine Bine (1842) - OCMW Oudenburg
- De afstand door Jean de Nesle van het burggraafschap van Brugge aan gravin Johanna van Constantinopel (1846) - Provinciaal Hof Brugge
- Filips de Goede bezoekt het atelier van Jan van Eyck te Brugge - Groeningemuseum Brugge
- De opdracht van Maria in de Tempel (1859) - Sint-Janskerk, Kachtem
- Het Brugse Vrije vanop de Steenhouwersdijk - Groeningemuseum Brugge
- De Pottenmakersstraat in Brugge - Groeningemuseum Brugge
- De zitting van de rechtbank - Groeningemuseum Brugge
- Memling schildert de Rijve van de Heilige Ursula - Groeningemuseum Brugge
- Een aantal tekeningen - Steinmetzkabinet Brugge (Groeningemuseum)

Werk van Wallays bevindt zich in volgende verzamelingen:
- Sint-Sebastiaansgilde, Sint-Kruis
- Sint-Medarduskerk Wervik
- Provincie West-Vlaanderen Brugge
- Groot-Seminarie Brugge
- Groeningemuseum Brugge.